# Bellatrix (voilier)
Le Bellatrix est un monocoque en polyester de série Dufour 425 Grand Large construit depuis 2006. Il est gréé en ketch comme voilier de croisière et de régate.

## Histoire
C'est un modèle de la série Dufour 425 Grand Large.
Il a été acquis en 2010 par le Club nautique de la Marine de Toulon. C'est un voilier-charter doté d'un cockpit avec deux barres à roue, pour la croisière et la régate. Il possède trois voiles (une grand-voile de 38 m2, un génois de 46 m2 et un spi de 100 m2) et permet une vitesse de 7 nœuds.
Il a participé en 2011-2012 au Rallye Medatlan
Il participe aux Tall Ships' Races et sera présent au départ de la Mediterranean Tall Ships Regatta 2013 et à l'escale de Toulon Voiles de Légende 2013.